# Satoshi Tezuka
Satoshi Tezuka (手塚 聡, Tezuka Satoshi, Tochigi, 4 september 1958) is een Japans voormalig voetballer die als aanvaller speelde.

## Clubcarrière
In 1977 ging Tezuka naar de Chuo University, waar hij in het schoolteam voetbalde. Nadat hij in 1981 afstudeerde, ging Tezuka spelen voor Fujita Industries. Met deze club werd hij in 1981 kampioen van Japan. In 10 jaar speelde hij er 167 competitiewedstrijden en scoorde 42 goals. Tezuka beëindigde zijn spelersloopbaan in 1991.

## Japans voetbalelftal
Satoshi Tezuka debuteerde in 1980 in het Japans nationaal elftal en speelde 25 interlands, waarin hij 2 keer scoorde.

## Statistieken
| Japans voetbalelftal | Japans voetbalelftal | Japans voetbalelftal |
| Jaar                 | Wed.                 | Dlp.                 |
| -------------------- | -------------------- | -------------------- |
| 1980                 | 2                    | 0                    |
| 1981                 | 6                    | 0                    |
| 1982                 | 0                    | 0                    |
| 1983                 | 0                    | 0                    |
| 1984                 | 0                    | 0                    |
| 1985                 | 2                    | 0                    |
| 1986                 | 4                    | 0                    |
| 1987                 | 8                    | 2                    |
| 1988                 | 3                    | 0                    |
| Totaal               | 25                   | 2                    |